# Saint-Gervais-d'Auvergne
Saint-Gervais-d'Auvergne är en kommun i departementet Puy-de-Dôme i regionen Auvergne-Rhône-Alpes i centrala Frankrike. Kommunen ligger i kantonen Saint-Gervais-d'Auvergne som tillhör arrondissementet Riom. År 2022 hade Saint-Gervais-d'Auvergne 1 226 invånare.

## Befolkningsutveckling
Antalet invånare i kommunen Saint-Gervais-d'Auvergne
| Referens: INSEE |